# FC La Habana (futsal)
La Habana Futsal – kubański klub futsalowy z siedzibą w mieście Hawana, obecnie występuje w najwyższej klasie Kuby. Jest sekcją futsalu w klubie sportowym FC La Habana.

## Sukcesy
- Mistrzostwo Kuby (10): ...., 2016, 2017, 2018[1]